# Селянинов, Григорий Артемьевич
Григорий Артемьевич Селянинов (21 января 1913, Чердынский уезд, Пермская губерния — 25 сентября 1989, Кисловодск) — участник Великой Отечественной войны, полный кавалер ордена Славы, младший сержант, командир орудия батареи 945-го артиллерийского полка 380-й Орловской Краснознаменной ордена Суворова стрелковой дивизии 49-й армии 2-го Белорусского фронта.

## Биография
Родился 21 января 1913 года в деревне Ракина Чердынского уезда Пермской губернии (ныне деревне Ракино Бондюжского сельского поселения Чердынского района Пермского края) в семье крестьянина. Русский. Окончил 5 классов.
В 1935-1937 годах проходил срочную службу в Красной Армии на Дальнем Востоке.
После демобилизации вернулся домой. Работал матросом на речном пароходе.
С началом Великой Отечественной войны в июне 1941 года был вновь призван в армию. С того же времени в действующей армии, воевал Северо-Западном, Центральном фронтах.
6 мая 1942 года был ранен.
Член ВКП(б) с 1943 года.
С 12 июля по 6 августа 1943 года в период Орловской наступательной операции наводчик 6-й батареи 945-го артиллерийского полка 380-й стрелковой дивизии 3-й армии Брянского фронта младший сержант Селянинов из своего орудия уничтожил до 150-ти немецких солдат и офицеров, 2 противотанковые пушки, 2 наблюдательных пункта, 1 пулемёт и 6 автомашин противника.
Приказом № 025/н от 15.08.1943 по 380-й стрелковой дивизии, был награждён орденом Красной Звезды.
с 4 по 7 июля 1944 года в боях под городом Минск командир орудия батареи 945-го артиллерийского полка 380-й стрелковой дивизии 50-й армии 2-го Белорусского фронта младший сержант Селянинов из орудия поразил свыше 10 гитлеровцев, 1 орудие, 1 пулемёт и несколько повозок с боеприпасами и продовольствием. При преследовании противника с орудийным расчетом захватил в плен 8 солдат и 1 офицера.
Приказом по 380-й стрелковой дивизии от 21 июля 1944 года награждён орденом Славы III степени.
13 сентября 1944 года при овладении городом Ломжа (Польша) командир орудия батареи 945-го артиллерийского полка 380-й стрелковой дивизии 49-й армии младший сержант Селянинов точным огнём уничтожил свыше 10 гитлеровцев, 4 пулемёта, подавил миномётную батарею и 2 орудия.
Приказом по войскам 49-й армии № 139 от 26 октября 1944 года награждён орденом Славы II степени.
14-20 января в ходе Восточно-Прусской операции командир орудия батареи 945-го артиллерийского полка 380-й стрелковой дивизии младший сержант Селянинов огнём орудия вместе со своим расчетом уничтожил три пулемётные точки и одно противотанковое орудие противника, чем обеспечил продвижение подразделений дивизии.
Приказом по войскам 121-го стрелкового корпуса № 089/н от 6 февраля 1945 года награждён орденом Отечественной войны II степени.
17-24 апреля 1945 года в боях при форсировании реки Одер в районе населенного пункта Фридрихсталь (Германия) командир орудия батареи 945-го артиллерийского полка 380-й стрелковой дивизии младший сержант Селянинов, поддерживая огнём стрелковые подразделения, разбил 8 пулемётных точек, 3 орудия и дзот противника. Подавил огонь 6 пулемётов, 3 миномётов, истребил много живой силы.
Указом Президиума Верховного Совета СССР от 15 мая 1946 года за исключительное мужество, отвагу и бесстрашие проявленные в боях с гитлеровскими захватчиками младший сержант Селянинов Григорий Артемьевич награждён орденом Славы I степени. Стал полным кавалером ордена Славы.
В 1947 году старшина Селянинов был демобилизован.
Вернулся в родную деревню. Работал мотористом на катере Пятигорского леспромхоза Гайнского района. Позднее заведовал нефтебазой.
За самоотверженный труд награждён орденом Ленина и медалью «За трудовое отличие».
С 1973 года персональный пенсионер республиканского значения.
Последние годы жил в станице Ессентукская Предгорного района Ставропольского края
Скончался 25 сентября 1989 года. Похоронен в городе Кисловодске.

## Награды
- орден Ленина
- орден Отечественной войны I степени (06.04.1985)
- орден Отечественной войны II степени (06.02.1945)[4]
- орден Красной Звезды (16.08.1943)[5]
- орден Славы I степени № 1108 (15.05.1946)
- орден Славы II степени № 10757 (29.10.1944)[6]
- орден Славы III степени № 223747 (21.06.1944)

Медали, в том числе:
- - Медаль «За трудовое отличие»
  - «За доблестный труд. В ознаменование 100-летия со дня рождения Владимира Ильича Ленина»
  - «За победу над Германией в Великой Отечественной войне 1941—1945 гг.»
  - «Двадцать лет Победы в Великой Отечественной войне 1941—1945 гг.»
  - «Тридцать лет Победы в Великой Отечественной войне 1941—1945 гг.»
  - «Сорок лет Победы в Великой Отечественной войне 1941—1945 гг.»
  - «Ветеран труда»
  - «50 лет Вооружённых Сил СССР»
  - «60 лет Вооружённых Сил СССР»
  - «70 лет Вооружённых Сил СССР»

## Память
В 1984 году, в год 25-летия Предгорного района на центральной площади райцентра Ессентукская открыта Аллея Героев. На ней под портретными изображениями начертаны имена героев района, в том числе и имя Селянинова Григория Артемьевича.